# 김민호 (바둑 기사)
김민호(金民浩, 1995년 2월 24일 ~ , 경기도 부천시)는 대한민국의 바둑 기사이다.

## 약력
2014년 제133회 일반인입단대회를 통해 프로바둑에 입단했고, 제2회 메지온배 오픈신인왕전 본선에 진출했다. 2015년 2단으로 승단했고, 제34회 KBS바둑왕전 본선과 2015 렛츠런파크배 본선에 올랐다. 2022년에 5단으로 승단했다.